# Рукава (Белуно)
Рукава (итал. Rucavà) је насеље у Италији у округу Белуно, региону Венето.
Према процени из 2011. у насељу је живело 24 становника. Насеље се налази на надморској висини од 1291 м.